# Diocèse de Fulda
Le diocèse de Fulda (en latin : dioecesis Fuldensis ; en allemand : Bistum Fulda) est une église particulière de l'Église catholique en Allemagne, situé en Hesse. Il a son siège à la cathédrale Saint-Sauveur de Fulda, et est suffragant de l'archidiocèse de Paderborn.
Il fut créé en 1752.

## Histoire
L'abbaye de Fulda est fondée en 747 par Sturmius, un disciple de Boniface de Mayence.
Le diocèse de Fulda est érigé le 5 octobre 1752, par la bulle In Apostolicae dignitatis du pape Benoît XIV. Il est alors exempt.
Par le recès d'Empire du 25 février 1803, la principauté de Fulda est sécularisée.
Par la bulle Provida solersque du 16 août 1821, le pape Pie VII érige l'archidiocèse de Fribourg-en-Brisgau pour le grand-duché de Bade (aujourd'hui, le pays de Bade) et les deux principautés de Hohenzollern-Sigmaringen et de Hohenzollern-Hechingen (aujourd'hui, le pays de Hohenzollern). Le diocèse de Fulda est un de ses suffragants.
Par la constitution apostolique Pastoralis officii nostri du 13 août 1930, le pape Pie XI élève le diocèse de Paderborn au rang d'archidiocèse. Le diocèse de Fulda devient un de ses suffragants.
Le 23 juillet 1973, son territoire est réduit pour l'érection de l'administration apostolique d'Erfurt-Meiningen (aujourd'hui, le diocèse d'Erfurt).

## Cathédrales
La cathédrale Saint-Sauveur de Fulda, ancienne église abbatiale, est l'église cathédrale du diocèse.
La cathédrale Saint-Pierre de Fritzlar est une église paroissiale et, depuis le 14 février 2004, une basilique mineure.
La cathédrale Sainte-Brigitte de Fritzlar est une ancienne église cathédrale.

## Évêques
- 1752-1756 : Amand von Buseck
- 1757-1759 : Adalbert von Walderdorff
- 1759-1788 : Heinrich von Bibra
- 1788-1814 : Adalbert von Harstall
- 1814-1817 : Heinrich von Warnsdorf
- 1828-1831 : Johann Adam Rieger
- 1832-1848 : Johann Leonard Pfaff
- 1848-1873 : Christoph Florentius Kött
- 1881-1887 : Georg von Kopp
- 1887-1894 : Joseph Weyland
- 1894-1898 : Georg Ignatz Komp
- 1898-1906 : Adalbert Endert
- 1907-1939 : Joseph Damian Schmitt
- 1939-1958 : Johann Baptist Dietz
- 1959-1974 : Adolf Bolte
- 1974-1982 : Eduard Schick
- 1983-2000 : Johannes Dyba
- 2001-2018 : Heinz Josef Algermissen
- depuis le 13 décembre 2018[4] : Michael Gerber